# San Diego County
San Diego County je okres na jihu státu Kalifornie v USA. K roku 2010 zde žilo 3 095 313 obyvatel. Správním městem okresu je San Diego. Celková rozloha okresu činí 11 721 km², z čehož 843,4 km² tvoří vodní plocha. Na západním pobřeží okresu je Tichý oceán. Na jihu sousedí s Mexikem.

## Sousední okresy
| Růžice kompasu | Orange County    | Riverside County |                 | Růžice kompasu |
| Růžice kompasu |                  | Sever            | Imperial County | Růžice kompasu |
| Růžice kompasu | San Diego County |                  | Imperial County | Růžice kompasu |
| Růžice kompasu | Jih              |                  | Imperial County | Růžice kompasu |
| Růžice kompasu |                  |                  |                 | Růžice kompasu |